# Cytospora nivea
Cytospora nivea Fuckel – gatunek grzybów z klasy Sordariomycetes. Grzyb mikroskopijny.

## Systematyka i nazewnictwo
Pozycja w klasyfikacji według Index Fungorum: Cytospora, Valsaceae, Diaporthales, Diaporthomycetidae, Sordariomycetes, Pezizomycotina, Ascomycota, Fungi.
Po raz pierwszy opisał go w 1860 r. Leopold Fuckel. Synonimy:

- Cytospora nivea (Hoffm.) Sacc. 1881
- Discosphaera nivea (Hoffm.) Dumort. 1822
- Engizostoma niveum (Hoffm.) Kuntze 1898
- Hypoxylon niveum (Hoffm.) Westend. 1839
- Leucocytospora nivea (Hoffm.) Tak. Kobay. 1970
- Leucostoma niveum (Hoffm.) Höhn. 1928
- Sphaeria nivea Hoffm. 1787
- Stromatosphaeria nivea (Hoffm.) Grev. 1824
- Valsa nivea (Hoffm.) Fr. 1849
- Valsa nivea subsp. tetraspora Sacc. 1881
- Valsa nivea var. tetraspora Sacc. 1882[3].

## Morfologia
Konidiomy o średnicy 1000–1300 × 340–380 μm, częściowo zanurzone w tkance żywiciela, rozproszone, tarczowate, kolista z 3–4 komorami i ostiolami. Ostiole o średnicy 100–150 μm, na tym samym poziomie, ze spłaszczonym wierzchołkiem. Ściana składająca się z kilku do kilkunastu warstw wielokątnych komórek. Warstwa wewnętrzna gruba, brązowa, zewnętrzna ciemnobrązowa. Konidiofory nierozgałęzione, zredukowane do komórek konidiotwórczych. Są one blastyczne, enteroblastyczne, fialidowe, utworzone z najbardziej wewnętrznej warstwy ściany pyknidium, szkliste, gładkościenne. Konidia (7,1–)7,4–8,8 × 1,5–1,6(–1,9) μm (x̅ = 7,5 × 1,8 μm, n = 30), jednokomórkowe, kiełbaskowate, z lekko zakrzywionymi końcami, szkliste, gładkościenne.
Kolonie na MEA osiągające 2 cm średnicy, po 7 dniach w 25 °C, wytwarzające gęstą, kolistą grzybnię z szorstką krawędzią, białe, bez grzybni powietrznej.
Saprotrof i pasożyt rozwijający się w miękiszu kory drzew, m.in. topoli (Populus), wierzb (Salix). Jest jednym ze sprawców choroby zgorzel kory topoli. Jest pasożytem okolicznościowym, porażającym głównie drzewa osłabione. W wilgotnych rejonach Szwecji u mieszańców topoli osiki i topoli osikowej (Populus tremula x Populus tremuloides) powoduje gwałtowne zamieranie koron drzew po 10 roku życia. Jego zarodniki przenoszone są przez wiatr, deszcz i owady. Infekują miazgę kory drzew głównie przez rany. Grzyb zimuje w postaci grzybni i zarodników w porażonej korze drzew.